# Patrick Berg
Patrick Berg (Bodø, 24 novembre 1997) è un calciatore norvegese, centrocampista del Bodø/Glimt e della nazionale norvegese.

## Biografia
Patrick Berg proviene da una famiglia di calciatori: il nonno Harald, il prozio Knut, il padre Ørjan e gli zii Runar e Arild hanno tutti giocato per il Bodø/Glimt.

## Carriera

### Club
Cresciuto nelle giovanili del Bodø/Glimt, ha esordito in prima squadra il 24 aprile 2014, subentrando a Morten Konradsen in occasione della sfida vinta per 0-5 sul campo del Tverlandet, sfida valida per il primo turno del Norgesmesterskapet. Il 12 luglio successivo ha debuttato in Eliteserien, sostituendo nuovamente Konradsen nella sconfitta casalinga per 0-3 subita contro l'Odd.
Il 6 agosto 2016, Berg ha trovato la prima rete nella massima divisione locale, nel 3-2 subito contro il Molde. Al termine di quella stessa annata, il Bodø/Glimt è retrocesso in 1. divisjon.
Berg è rimasto in squadra e ha contribuito al ritorno in Eliteserien della squadra, arrivato al termine del campionato 2017. Il 10 settembre 2019, Berg ha rinnovato il contratto che lo legava al club fino al 31 dicembre 2022.
In virtù del 2º posto nell'Eliteserien 2019 del Bodø/Glimt, il 27 agosto 2020 ha giocato la prima partita nelle competizioni europee per club, venendo schierato titolare nel 6-1 sul Kauno Žalgiris, nel primo turno dell'Europa League 2020-2021.
Il 20 dicembre 2021 si trasferisce a titolo definitivo al Lens per 4,5 milioni di euro firmando un contratto quadriennale.
Il 29 agosto 2022 ha fatto ufficialmente ritorno al Bodø/Glimt, legandosi con un contratto valido fino all'estate 2027.

### Nazionale
Berg ha rappresentato la Norvegia a livello Under-16, Under-17, Under-18 e Under-19.
Il 24 agosto 2020 è stato convocato per la prima volta in Nazionale maggiore dal commissario tecnico Lars Lagerbäck, in vista delle sfide da disputarsi contro Austria e Irlanda del Nord. Esordisce con quest'ultima il 24 marzo 2021 contro Gibilterra.

## Statistiche

### Presenze e reti nei club
Statistiche aggiornate al 28 luglio 2025.
| Stagione          | Squadra           | Campionato        | Campionato | Campionato | Coppe nazionali | Coppe nazionali | Coppe nazionali | Coppe continentali | Coppe continentali | Coppe continentali | Altre coppe | Altre coppe | Altre coppe | Totale | Totale | Totale |
| Stagione          | Squadra           | Comp              | Pres       | Reti       | Comp            | Pres            | Reti            | Comp               | Pres               | Reti               | Comp        | Pres        | Reti        | Pres   | Reti   |        |
| ----------------- | ----------------- | ----------------- | ---------- | ---------- | --------------- | --------------- | --------------- | ------------------ | ------------------ | ------------------ | ----------- | ----------- | ----------- | ------ | ------ | ------ |
| 2014              | Bodø/Glimt        | ES                | 1          | 0          | CN              | 1               | 0               | -                  | -                  | -                  | -           | -           | -           | 2      | 0      |        |
| 2015              | Bodø/Glimt        | ES                | 4          | 0          | CN              | 1               | 0               | -                  | -                  | -                  | -           | -           | -           | 5      | 0      |        |
| 2016              | Bodø/Glimt        | ES                | 18         | 1          | CN              | 4               | 1               | -                  | -                  | -                  | -           | -           | -           | 22     | 2      |        |
| 2017              | Bodø/Glimt        | 1D                | 17         | 0          | CN              | 2               | 0               | -                  | -                  | -                  | -           | -           | -           | 19     | 0      |        |
| 2018              | Bodø/Glimt        | ES                | 19         | 0          | CN              | 5               | 2               | -                  | -                  | -                  | -           | -           | -           | 24     | 2      |        |
| 2019              | Bodø/Glimt        | ES                | 24         | 0          | CN              | 1               | 0               | -                  | -                  | -                  | -           | -           | -           | 25     | 0      |        |
| 2020              | Bodø/Glimt        | ES                | 28         | 4          | -               | -               | -               | UEL                | 3                  | 1                  | -           | -           | -           | 31     | 5      |        |
| 2021              | Bodø/Glimt        | ES                | 26         | 3          | CN              | 2               | 1               | UCL+UECL           | 2+11               | 0+3                | -           | -           | -           | 41     | 7      |        |
| gen.-giu. 2022    | Lens              | L1                | 14         | 0          | CF              | 2               | 0               | -                  | -                  | -                  | -           | -           | -           | 16     | 0      |        |
| lug.-ago. 2022    | Lens              | L1                | 3          | 0          | CF              | 0               | 0               | -                  | -                  | -                  | -           | -           | -           | 3      | 0      |        |
| Totale Lens       | Totale Lens       | Totale Lens       | 17         | 0          |                 | 2               | 0               |                    | -                  | -                  |             | -           | -           | 19     | 0      |        |
| ago.-dic. 2022    | Bodø/Glimt        | ES                | 10         | 1          | CN              | 3               | 0               | UEL+UECL           | 5+2                | 0                  | -           | -           | -           | 20     | 1      |        |
| 2023              | Bodø/Glimt        | ES                | 30         | 3          | CN              | 5               | 2               | UECL               | 14                 | 4                  | -           | -           | -           | 49     | 9      |        |
| 2024              | Bodø/Glimt        | ES                | 29         | 9          | CN              | 1               | 0               | UCL+UEL            | 6+15               | 0+2                | -           | -           | -           | 51     | 11     |        |
| 2025              | Bodø/Glimt        | ES                | 15         | 2          | CN              | 2               | 1               | UCL                | 0                  | 0                  | -           | -           | -           | 17     | 3      |        |
| Totale Bodø/Glimt | Totale Bodø/Glimt | Totale Bodø/Glimt | 221        | 23         |                 | 27              | 7               |                    | 58                 | 10                 |             | -           | -           | 307    | 40     |        |
| Totale carriera   | Totale carriera   | Totale carriera   | 238        | 23         |                 | 29              | 7               |                    | 58                 | 10                 |             | -           | -           | 325    | 40     |        |

### Cronologia presenze e reti in nazionale
| Cronologia completa delle presenze e delle reti in nazionale ― Norvegia | Cronologia completa delle presenze e delle reti in nazionale ― Norvegia | Cronologia completa delle presenze e delle reti in nazionale ― Norvegia | Cronologia completa delle presenze e delle reti in nazionale ― Norvegia | Cronologia completa delle presenze e delle reti in nazionale ― Norvegia | Cronologia completa delle presenze e delle reti in nazionale ― Norvegia | Cronologia completa delle presenze e delle reti in nazionale ― Norvegia | Cronologia completa delle presenze e delle reti in nazionale ― Norvegia |
| Data                                                                    | Città                                                                   | In casa                                                                 | Risultato                                                               | Ospiti                                                                  | Competizione                                                            | Reti                                                                    | Note                                                                    |
| ----------------------------------------------------------------------- | ----------------------------------------------------------------------- | ----------------------------------------------------------------------- | ----------------------------------------------------------------------- | ----------------------------------------------------------------------- | ----------------------------------------------------------------------- | ----------------------------------------------------------------------- | ----------------------------------------------------------------------- |
| 24-3-2021                                                               | Gibilterra                                                              | Gibilterra                                                              | 0 – 3                                                                   | Norvegia                                                                | Qual. Mondiali 2022                                                     | -                                                                       | 46’                                                                     |
| 27-3-2021                                                               | Malaga                                                                  | Norvegia                                                                | 0 – 3                                                                   | Turchia                                                                 | Qual. Mondiali 2022                                                     | -                                                                       |                                                                         |
| 30-3-2021                                                               | Podgorica                                                               | Montenegro                                                              | 0 – 1                                                                   | Norvegia                                                                | Qual. Mondiali 2022                                                     | -                                                                       | 66’                                                                     |
| 6-6-2021                                                                | Malaga                                                                  | Norvegia                                                                | 1 – 2                                                                   | Grecia                                                                  | Amichevole                                                              | -                                                                       | 69’                                                                     |
| 1-9-2021                                                                | Oslo                                                                    | Norvegia                                                                | 1 – 1                                                                   | Paesi Bassi                                                             | Qual. Mondiali 2022                                                     | -                                                                       | 68’                                                                     |
| 4-9-2021                                                                | Riga                                                                    | Lettonia                                                                | 0 – 2                                                                   | Norvegia                                                                | Qual. Mondiali 2022                                                     | -                                                                       | 60’                                                                     |
| 7-9-2021                                                                | Oslo                                                                    | Norvegia                                                                | 5 – 1                                                                   | Gibilterra                                                              | Qual. Mondiali 2022                                                     | -                                                                       | 63’                                                                     |
| 8-10-2021                                                               | Istanbul                                                                | Turchia                                                                 | 1 – 1                                                                   | Norvegia                                                                | Qual. Mondiali 2022                                                     | -                                                                       | 75’                                                                     |
| 11-10-2021                                                              | Oslo                                                                    | Norvegia                                                                | 2 – 0                                                                   | Montenegro                                                              | Qual. Mondiali 2022                                                     | -                                                                       |                                                                         |
| 5-6-2022                                                                | Stoccolma                                                               | Svezia                                                                  | 1 – 2                                                                   | Norvegia                                                                | UEFA Nations League 2022-2023 - 1º turno                                | -                                                                       | 60’                                                                     |
| 12-6-2022                                                               | Oslo                                                                    | Norvegia                                                                | 3 – 2                                                                   | Svezia                                                                  | UEFA Nations League 2022-2023 - 1º turno                                | -                                                                       | 66’                                                                     |
| 27-9-2022                                                               | Oslo                                                                    | Norvegia                                                                | 0 – 2                                                                   | Serbia                                                                  | UEFA Nations League 2022-2023 - 1º turno                                | -                                                                       | 79’                                                                     |
| 17-11-2021                                                              | Dublino                                                                 | Irlanda                                                                 | 1 – 2                                                                   | Norvegia                                                                | Amichevole                                                              | -                                                                       | 90’                                                                     |
| 20-11-2021                                                              | Oslo                                                                    | Norvegia                                                                | 1 – 1                                                                   | Finlandia                                                               | Amichevole                                                              | -                                                                       |                                                                         |
| 25-3-2023                                                               | Malaga                                                                  | Spagna                                                                  | 3 – 0                                                                   | Norvegia                                                                | Qual. Euro 2024                                                         | -                                                                       |                                                                         |
| 28-3-2023                                                               | Tbilisi                                                                 | Georgia                                                                 | 1 – 1                                                                   | Norvegia                                                                | Qual. Euro 2024                                                         | -                                                                       | 90’                                                                     |
| 17-6-2023                                                               | Oslo                                                                    | Norvegia                                                                | 1 – 2                                                                   | Scozia                                                                  | Qual. Euro 2024                                                         | -                                                                       | 84’                                                                     |
| 20-6-2023                                                               | Oslo                                                                    | Norvegia                                                                | 3 – 1                                                                   | Cipro                                                                   | Qual. Euro 2024                                                         | -                                                                       | 74’                                                                     |
| 12-9-2023                                                               | Oslo                                                                    | Norvegia                                                                | 2 – 1                                                                   | Georgia                                                                 | Qual. Euro 2024                                                         | -                                                                       |                                                                         |
| 15-10-2023                                                              | Oslo                                                                    | Norvegia                                                                | 0 – 1                                                                   | Spagna                                                                  | Qual. Euro 2024                                                         | -                                                                       | 58’                                                                     |
| 16-11-2023                                                              | Oslo                                                                    | Norvegia                                                                | 2 – 0                                                                   | Fær Øer                                                                 | Amichevole                                                              | -                                                                       | 46’                                                                     |
| 19-11-2023                                                              | Glasgow                                                                 | Scozia                                                                  | 3 – 3                                                                   | Norvegia                                                                | Qual. Euro 2024                                                         | -                                                                       | 45’                                                                     |
| 22-3-2024                                                               | Oslo                                                                    | Norvegia                                                                | 1 – 2                                                                   | Rep. Ceca                                                               | Amichevole                                                              | -                                                                       | 46’                                                                     |
| 26-3-2024                                                               | Oslo                                                                    | Norvegia                                                                | 1 – 1                                                                   | Slovacchia                                                              | Amichevole                                                              | -                                                                       | 79’                                                                     |
| 8-6-2024                                                                | Brøndbyvester                                                           | Danimarca                                                               | 3 – 1                                                                   | Norvegia                                                                | Amichevole                                                              | -                                                                       | 75’                                                                     |
| 6-9-2024                                                                | Almaty                                                                  | Kazakistan                                                              | 0 – 0                                                                   | Norvegia                                                                | UEFA Nations League 2024-2025 - 1º turno                                | -                                                                       | 70’                                                                     |
| 9-9-2024                                                                | Oslo                                                                    | Norvegia                                                                | 2 – 1                                                                   | Austria                                                                 | UEFA Nations League 2024-2025 - 1º turno                                | -                                                                       | 46’                                                                     |
| 10-10-2024                                                              | Oslo                                                                    | Norvegia                                                                | 3 – 0                                                                   | Slovenia                                                                | UEFA Nations League 2024-2025 - 1º turno                                | -                                                                       | 75’ 88’                                                                 |
| 13-10-2024                                                              | Linz                                                                    | Austria                                                                 | 5 – 1                                                                   | Norvegia                                                                | UEFA Nations League 2024-2025 - 1º turno                                | -                                                                       | 63’                                                                     |
| 17-11-2024                                                              | Oslo                                                                    | Norvegia                                                                | 5 – 0                                                                   | Kazakistan                                                              | UEFA Nations League 2024-2025 - 1º turno                                | -                                                                       | 62’                                                                     |
| 22-3-2025                                                               | Chișinău                                                                | Moldavia                                                                | 0 – 5                                                                   | Norvegia                                                                | Qual. Mondiali 2026                                                     | -                                                                       | 63’                                                                     |
| 25-3-2025                                                               | Debrecen                                                                | Israele                                                                 | 2 – 4                                                                   | Norvegia                                                                | Qual. Mondiali 2026                                                     | -                                                                       | 75’                                                                     |
| 6-6-2025                                                                | Oslo                                                                    | Norvegia                                                                | 3 – 0                                                                   | Italia                                                                  | Qual. Mondiali 2026                                                     | -                                                                       | 46’ 55’                                                                 |
| 9-6-2025                                                                | Tallinn                                                                 | Estonia                                                                 | 0 – 1                                                                   | Norvegia                                                                | Qual. Mondiali 2026                                                     | -                                                                       | 90’                                                                     |
| Totale                                                                  |                                                                         | Presenze                                                                | 34                                                                      |                                                                         | Reti                                                                    | 0                                                                       |                                                                         |

## Palmarès

### Club
- 1. divisjon: 1

Bodø/Glimt: 2017
- Campionato norvegese: 4

Bodø/Glimt: 2020, 2021, 2023, 2024

### Individuale
- Squadra della stagione della UEFA Europa League: 1

2024-2025